# Srboljub Stamenković
Srboljub "Srbo" Stamenković (en cirílico, Србољуб Стаменковић), también conocido como Stan Stamenkovic (Užice, 31 de enero de 1956 − íb., 28 de enero de 1996) fue un futbolista serbio que jugaba como delantero. Inició su carrera deportiva en el Estrella Roja de Belgrado y en 1981 emigró a Estados Unidos, donde destacó como una de las estrellas de la liga de fútbol indoor, la Major Indoor Soccer League.

## Biografía
Stamenković nació y se crio en Tito Užice, Yugoslavia (actualmente Serbia). Se formó como futbolista en el equipo de su ciudad, el F. K. Sloboda Užice, y en 1975 fichó por uno de los dominadores del torneo yugoslavo, el Estrella Roja de Belgrado, donde permaneció hasta 1981.
En 1981 emigró a Estados Unidos y firmó un contrato por dos temporadas con el Memphis Americans, un equipo de la liga profesional de fútbol indoor (Major Indoor Soccer League). A diferencia de otros deportistas extranjeros que alternaban la liga de fútbol (NASL) con el campeonato indoor, Stamenković se dedicó exclusivamente a este deporte. En el país se le conoció como Stan Stamenkovic y destacó por su habilidad técnica y sus regates, lo que le valió el apodo de "Mago del balón". Al finalizar la temporada 1982-83 se marchó al Baltimore Blast en un traspaso valorado en 150.000 dólares. Allí consiguió sus mejores registros: ganó la liga de 1983-84, fue el futbolista con mejor valoración (34 goles y 69 asistencias) y por ello se le premió como jugador más valioso (MVP) del año.
En 1988 se retiró del fútbol indoor con un récord oficial de 231 goles y 311 asistencias en siete temporadas. Regresó a su ciudad natal y abrió una pizzería, aunque volvió a Norteamérica brevemente para jugar fútbol indoor una vez más: en 1994, con los San Jose Grizzlies de la recién creada Continental Indoor Soccer League. Stamenković falleció el 28 de enero de 1996, a tres días de cumplir cuarenta años, por un accidente doméstico; el exfutbolista se cayó en su casa y sufrió una fatal fractura craneal. En 2011 entró a título póstumo en el Salón de la Fama del Fútbol Indoor.